# Vicenç Guarner i Dalias
Vicenç Guarner i Dalias (Barcelona, 2 de setembre de 1928 – ciutat de Mèxic, 31 de gener de 2011) fou un metge català naturalitzat mexicà, germà del també metge i psicoanalista Enric Guarner i Dalias.

## Biografia
El seu pare va combatre a la guerra civil espanyola com a coronel de l'Exèrcit Popular de la República, i en acabar el conflicte es va exiliar amb tota la família a Casablanca (Protectorat francès del Marroc), d'on el 1941 marxaren cap a Mèxic en avió pilotat per Antoine de Saint-Exupéry, amic del seu pare.
A Mèxic va estudiar a l'Acadèmia Hispano-Americana i es graduà en medicina i cirurgia a la Universitat Nacional Autònoma de Mèxic amb una tesi sobre Tuberculosis intestinal ulcerativa: Revisión anatómico-clínica de setenta casos. Va fer cursos de postgraduat a diverses universitats dels Estats Units i tornà a Mèxic, on fou cap de Gastroenterologia a l'Hospital de La Raza (1974-1977), cap de cirurgia general a l'Hospital General-Centro Médico La Raza (1977-1978), cap de la divisió de cirurgia de l'Hospital Centro Médico Nacional (1979) i professor visitant de la Universitat d'Osaka al Japó (1973).
Ha escrit diverses novel·les, conferències i ha rebut diversos premis, com el Premi Fernández Ocazanza de 1978 de cinematografia per la pel·lícula Ileostomía. Membre de l'Acadèmia Nacional de Medicina de Mèxic des de 1973. De 1982 a 1984 fou president de la Societat Mexicana d'Història i Filosofia de la Medicina.

## Obres[3]
- Los principios fundamentales de la cirugía (1981)
- Nelaton (1995)
- Murmullos en el ático (1996)
- El cazador de sombras (1999)
- El profesor de anatomía (2000) novel·la
- El empleo del tiempo (2005)